# Коберский, Станислаус
Станислаус Коберский (нем. Stanislaus Kobierski; 15 ноября 1910 или 10 ноября 1910, Дюссельдорф, Пруссия — 18 ноября 1972, Дюссельдорф) — немецкий футболист. В конце Второй мировой войны он стал советским военнопленным. Ему пришлось выполнять принудительные работы на шахте за Полярным кругом. Он был освобожден из плена в 1949 году и смог вернуться в Западную Германию.

## Клубная карьера
Почти всю свою профессиональную карьеру провёл в «Фортуне» из Дюссельдорфа.
Осенью 1941 года его направили в спортивный клуб СС и немецкой полиции в оккупированной Варшаве.

## Международная карьера
Дебют за национальную сборную Германии состоялся 27 сентября 1931 года в товарищеском матче против сборной Дании (4:2). Был включён в состав на чемпионат мира 1934 в Италии, где Коберский отметился забитым голом в ворота Бельгии, а немцы взяли бронзовые медали. Всего Станислаус за сборную сыграл 26 матчей и забил 9 голов.

### Голы за сборную
| №  | Дата             | Место                             | Соперник   | Счёт | Результат | Турнир            |
| -- | ---------------- | --------------------------------- | ---------- | ---- | --------- | ----------------- |
| 1. | 25 сентября 1932 | Муниципальный стадион, Нюрнберг   | Швеция     | 2–0  | 4–3       | Товарищеский матч |
| 2. | 22 октября 1933  | Ведауштадион, Дуйсбург            | Бельгия    | 8–0  | 8–1       | Товарищеский матч |
| 3. | 24 мая 1934      | Джованни Берта, Флоренция         | Бельгия    | 0–1  | 2–5       | ЧМ 1934           |
| 4. | 17 февраля 1935  | Олимпийский стадион, Амстердам    | Нидерланды | 0–2  | 2–3       | Товарищеский матч |
| 5. | 17 марта 1935    | Парк де Пренс, Париж              | Франция    | 0–2  | 1–3       | Товарищеский матч |
| 6. | 17 октября 1936  | Далимаунт Парк, Дублин            | Ирландия   | 1–1  | 5–2       | Товарищеский матч |
| 7. | 9 марта 1941     | Адольф-Гитлер-Кампфбан, Штутгарт  | Швейцария  | 3–1  | 4–2       | Товарищеский матч |
| 8. | 6 апреля 1941    | Мюнгерсдорфер, Кёльн              | Венгрия    | 3–0  | 7–0       | Товарищеский матч |
| 9. | 1 июня 1941      | Республиканский стадион, Бухарест | Румыния    | 0–3  | 1–4       | Товарищеский матч |

## Достижения
- Чемпион Германии: 1933